# Sant Feliu (Llubí)

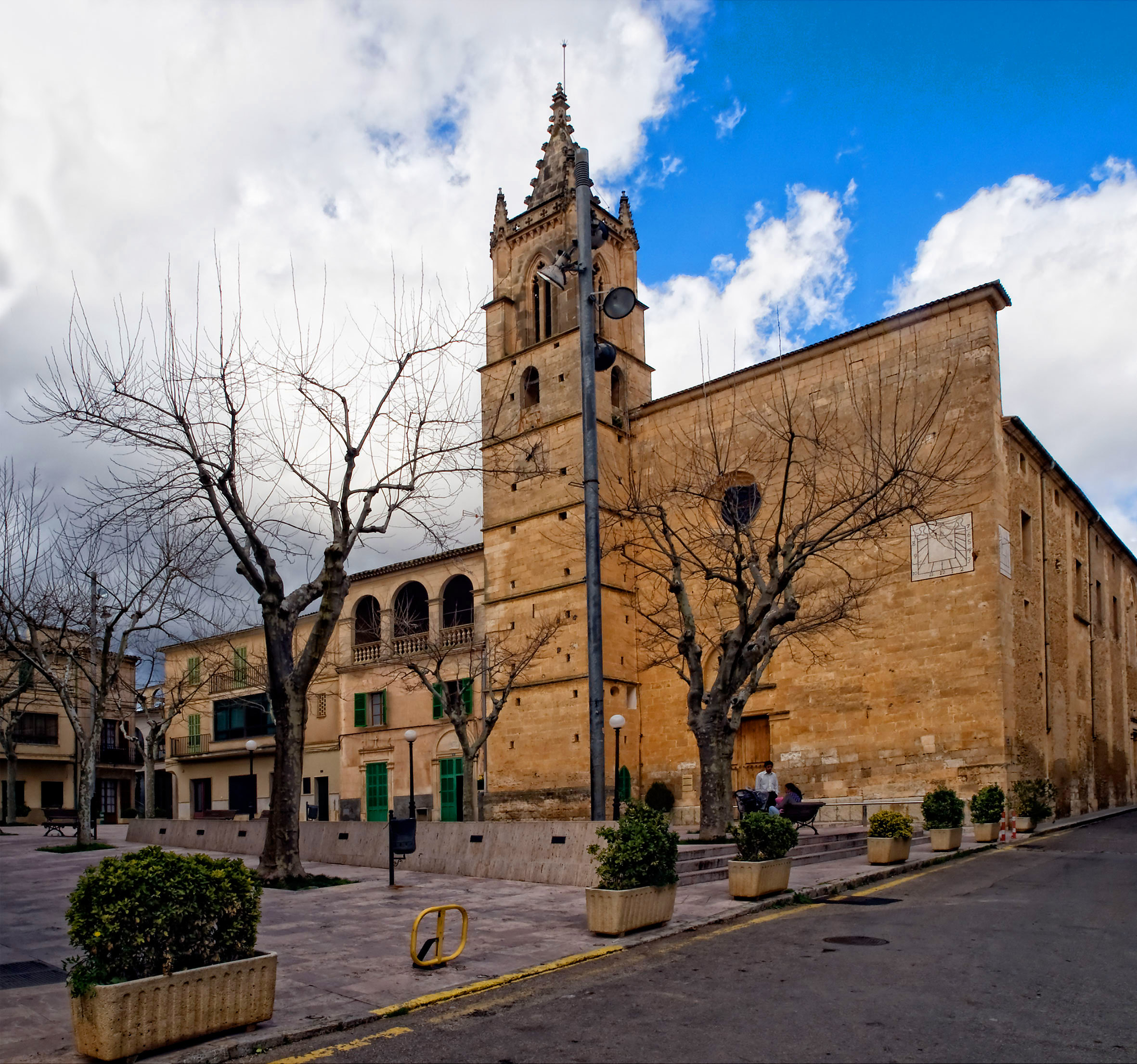
Sant Feliu

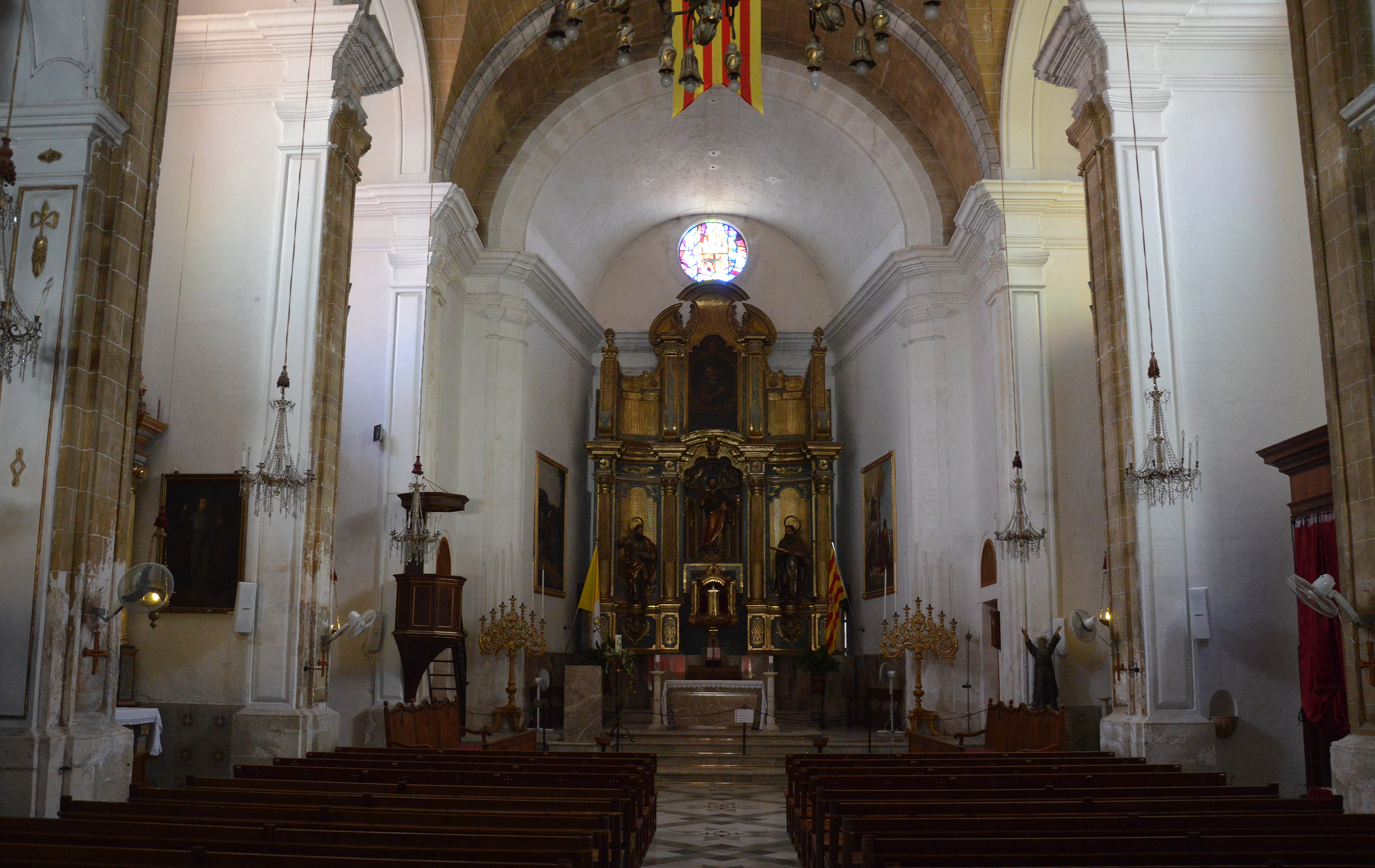
Innenraum

Sant Feliu ist eine römisch-katholische Kirche in Llubí auf der spanischen Mittelmeerinsel Mallorca.
Sie befindet sich im Ortskern von Llubí an der Adresse Plaça de la Església 11.

## Architektur und Geschichte
Die Kirche entstand in der Zeit von 1570 bis 1650. Später erfolgte eine Erweiterung. Sant Feliu ist einschiffig und wird im Inneren von einem Tonnengewölbe überspannt. Es bestehen sieben Seitenkapellen.